# Maître (grade)
Pour les articles homonymes, voir maître.
Le grade de maître est un grade de sous-officier de la marine de guerre dans les pays francophones. On peut y accoler un qualificatif comme « premier », « second », de « première classe », etc. qui correspond à des grades adjacents dans la hiérarchie militaire. Dans les marines militaires anglophones, le terme équivalent est celui de petty officer.

## Belgique
Le grade de « maître » est le second de la hiérarchie des sous-officiers de la composante maritime de l'Armée belge. L'insigne correspondant est composé de deux chevrons dorés appointés vers le haut.

## Canada
La Marine canadienne est bilingue et utilise les deux termes selon la langue du texte. Il existe deux grades de « maître » :
- maître de 2e classe (anglais : petty officer, 2nd class) ; il est de rang équivalent à un sergent dans les forces terrestres et aériennes ;

- maître de 1re classe (anglais : petty officer, 1st class) ; il est de rang équivalent à un adjudant dans les forces terrestres et aériennes (c'est l'équivalent du grade de premier maître de la Marine nationale française).

Il existe également deux grades dérivés :
- premier maître de deuxième classe qui correspond à l’adjudant-maître dans les forces terrestres et aériennes ;

- premier maître de première classe qui correspond à l’adjudant-chef dans les forces terrestres et aériennes.

## États-Unis

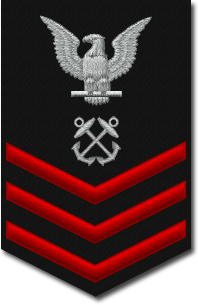
Petty officer 1st class.

Il existe de nombreux grades d'officier marinier (petty officer) dans la Marine des États-Unis et chez les Garde-côtes.
Il s'agit, en partant du grade le plus élevé, des :
- master chief petty officer : plus haut grade de petty officer dans toute la Marine ; ils n'embarquent qu'à bord des plus grandes unités ; il existe des rangs spéciaux réservés aux titulaires de ce grade :
  - master chief petty officer of the Navy : il s'agit du plus ancien des petty officers de toute la Marine ; il agit comme conseiller du chef d'état-major de la Marine,
  - command master chief petty officer : il s'agit du plus ancien petty officer à bord d'une grande unité de la flotte ; il agit comme conseiller du commandant ;
- senior chief petty officer ;
- chief petty officer ;
- petty officer 1st class :
- petty officer 2nd class ;
- petty officer 3rd class.

## France
Le grade de « maître » dans la Marine nationale est le second grade du corps des officiers mariniers subalternes et correspond au grade de sergent-chef ou de maréchal des logis-chef dans les autres armées et la Gendarmerie nationale. L'insigne de grade est composé de trois chevrons or.

Maître

Son appellation réglementaire est « maître » mais il est surnommé couramment « patron ».

## Royaume-Uni
Il existe deux grades de petty officers dans la Royal Navy :
- petty officer (PO) ;
- chief petty officer (CPO).

Ces grades sont les équivalents dans la Marine nationale française :
- pour petty officer (PO), de « second maître » ou « maître » ;
- pour chief petty officer (CPO) de « premier maître » et « maître principal » (officiers mariniers supérieurs).